# نيلز كريستنسن
نيلز كريستنسن (بالدنماركية: Niels Kristensen)‏ (24 أبريل 1988 بالدنمارك - ) هو لاعب كرة قدم دانمركي في مركز الوسط. لعب مع آرهوس جمناستيك فورينينغ.

## وصلات خارجية
- نيلز كريستنسن على موقع قاعدة بيانات كرة القدم.إي يو (الإنجليزية)